# Castillo de Västerås

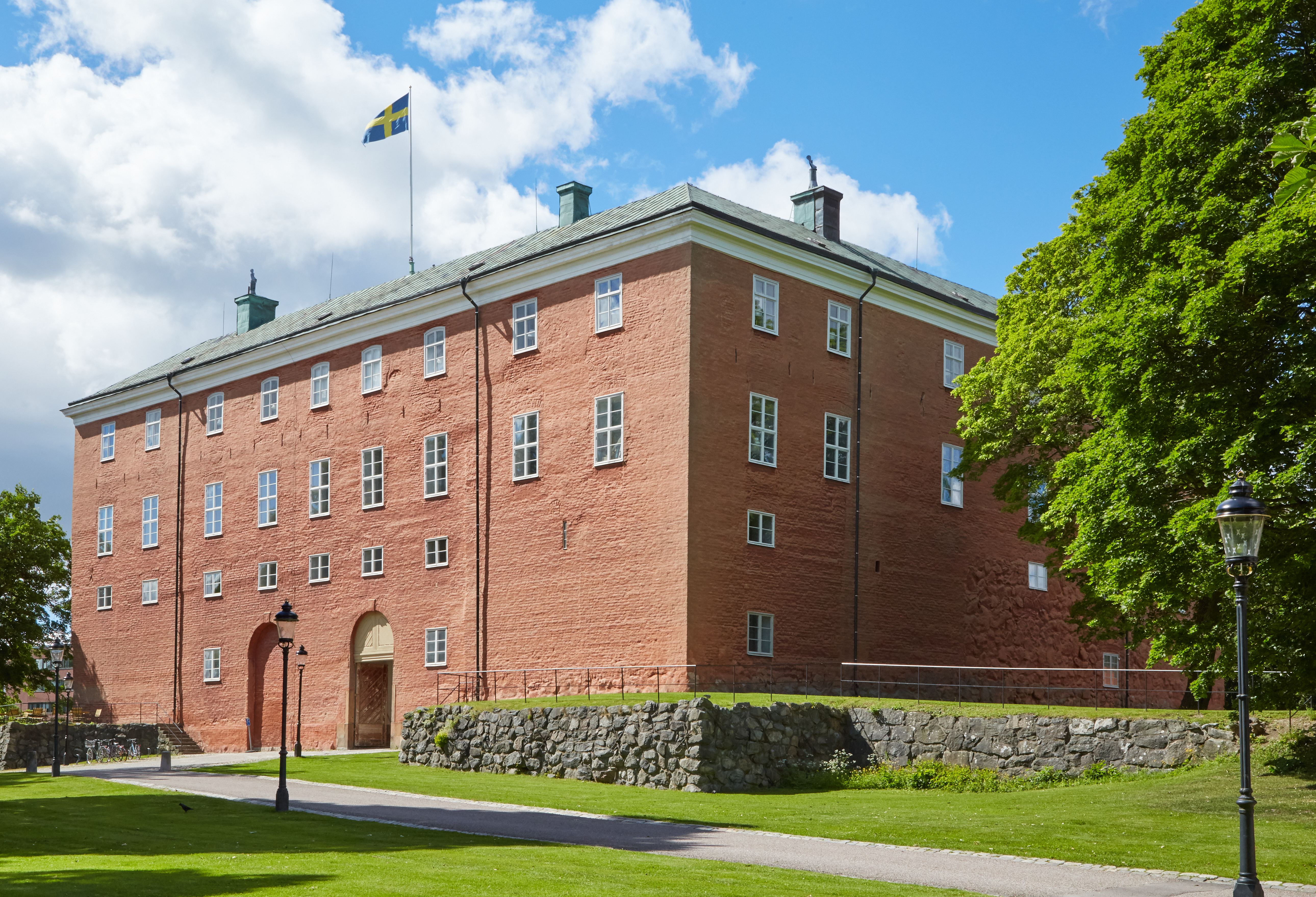
Västerås slott

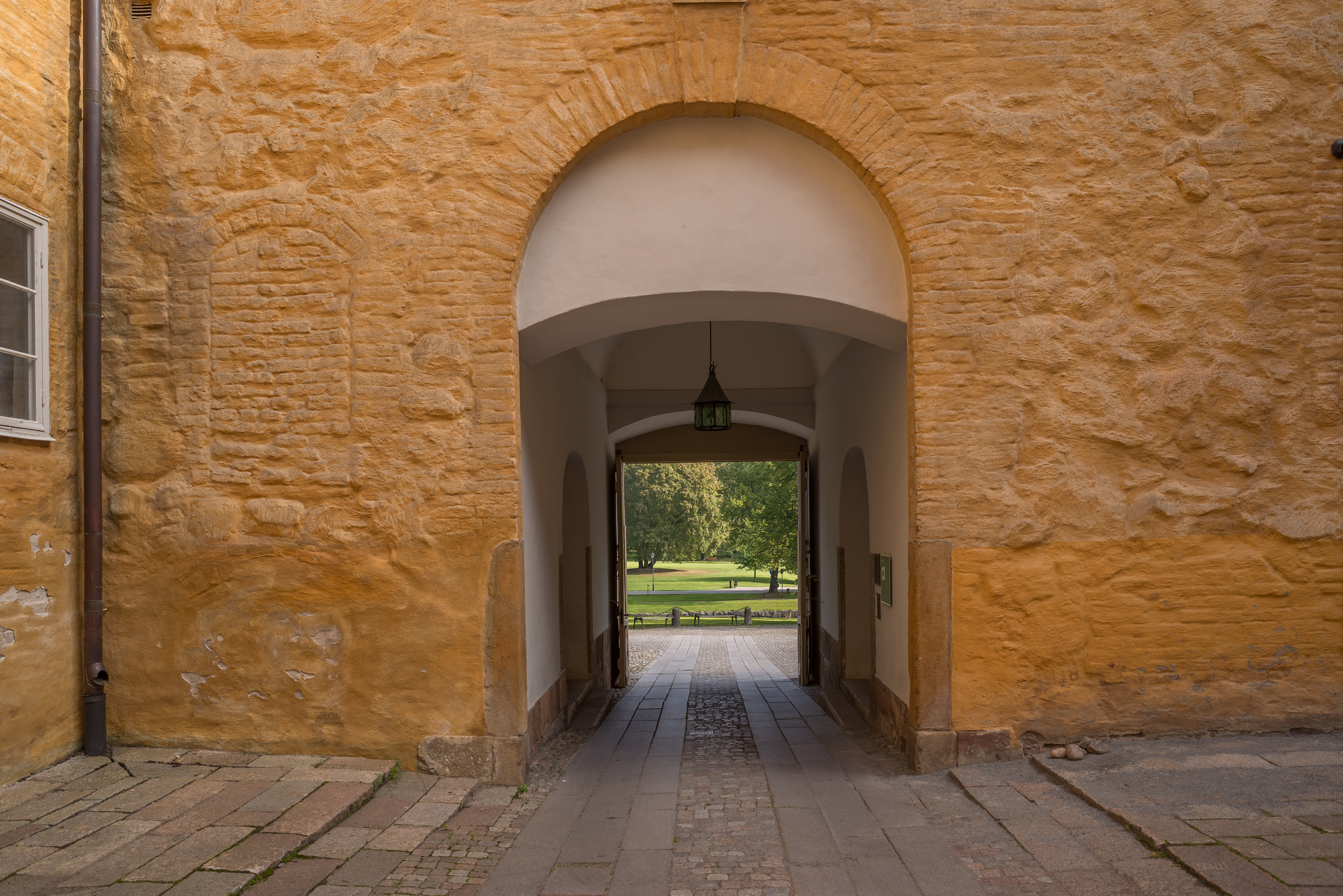
Entrada de Västerås slott

El Castillo de Västerås (Västerås slott) se sitúa en Västerås en la provincia de Västmanland, Suecia.

## Historia
El castillo fue construido originalmente durante el siglo XII y en 1540-1544 fue reconstruido. Durante la última parte del siglo XVII, se inició una obra de renovación bajo la dirección del arquitecto Mathias Spieler (ca. 1640-1691). En 1736, el castillo fue devastado por el fuego. Fue reparado y ampliado a mediados de la década de 1740 por Carl Hårleman (1700-1753) como arquitecto, y fue completado en la década de 1750. Durante la década de 1920, fue llevada a cabo una restauración encabezada por el arquitecto de la ciudad de Västerås Erik Hahr. En 1961, el Consejo Administrativo del Condado se trasladó al recién construido edificio que fue renovado en 1965-66.